# Уильямс, Уильям Фрик
Уильям Фрик Уильямс (англ. William Freke Williams; 1792 — 12 декабря 1860) — британский военачальник, генерал-майор, а затем военный историк.

## Биография
В 1810 г. поступил в Королевский африканский корпус, служил на острове Горе в Сенегале, в июне 1811 г. произведён в лейтенанты.
В 1812 г. переведён в состав 85-го полка лёгкой пехоты, в 1813—1814 гг. участвовал в боевых действиях в Испании, после чего был направлен в Северную Америку в составе бригады Роберта Росса. Отличился и был тяжело ранен в сражении при Бладенсберге, произведён в капитаны. В дальнейшем на протяжении многих лет служил в Канаде, майор (1825).
В 1835 г. пожалован титулом рыцаря Гвельфского ордена. Участвовал в подавлении канадских восстаний 1837—1838 гг., подполковник (1838).
В 1843 г. командирован в Ирландию. Полковник (1851), генерал-майор (1857).
В 1853 г. спустя год после смерти герцога Веллингтона, выпустил его биографию «Жизнь и время покойного герцога Веллингтона» (англ. The life and times of the late Duke of Wellington). В соавторстве с Уильямом Стаффордом написал четырёхтомник «Сражения Англии на море и на суше» (англ. England's Battles by Sea and Land; From the Commencement of the Great French Revolution to the Present Time: With a Retrospective View of the Celebrated Epochs of British Military History; Including Our Indian Campaigns, and the Present Expedition Against Russian Aggression in the East; 1854—1859).